# Договір про взаємне співробітництво та гарантії безпеки між США та Японією
Договір про взаємне співробітництво та гарантії безпеки між США та Японією (англ. Treaty of Mutual Cooperation and Security between the United States and Japan, Ніппон-коку то Амеріка-гассю:коку то но Айда но Со:го Кьо:рьоку оьобі Андзен Хосьо: Дзьо:яку (яп. 日本国とアメリカ合衆国との間の相互協力及び安全保障条約) договір між США та Японією, що є законодавчою основою альянсу двох країн і обговорює присутність американського військового контингенту території Японії; підписаний у Вашингтоні 19 січня 1960, оновлює Сан-Франциський мирний договір.
Новий договір залишав США можливість створювати та використовувати військові бази на території Японії, а також розміщувати на них будь-яку кількість збройних сил. Японія зобов'язалася захищати американські бази у разі нападу.
Порівняно з Сан-Франциським договором, договір 1960 містив рівноправніші умови. Зокрема, до нього не були включені положення, що допускали втручання армії Сполучених Штатів у внутрішні справи Японії, а також забороняли Токіо без погодження зі США укладати угоди з воєнних питань з третіми країнами.
Також у договорі з'явилися положення про те, що обидві сторони зобов'язуються вирішувати міжнародні суперечки мирним шляхом, утримуватися від «загрози силою або використання сили» проти будь-яких держав і суворо дотримуватися положень Статуту ООН. Договір не зобов'язував Японію надавати допомогу США у разі вступу США у війну з третіми країнами.
Розрахований на 10 років, після яких кожна зі сторін мала право його денонсувати.
Рух протесту проти підписання і, особливо, проти ратифікації договору став наймасштабнішим соціально-політичним рухом Японії у післявоєнні роки. У ньому брали активну участь соціалісти, комуністи та «нові ліві».